# Alfred Wyss

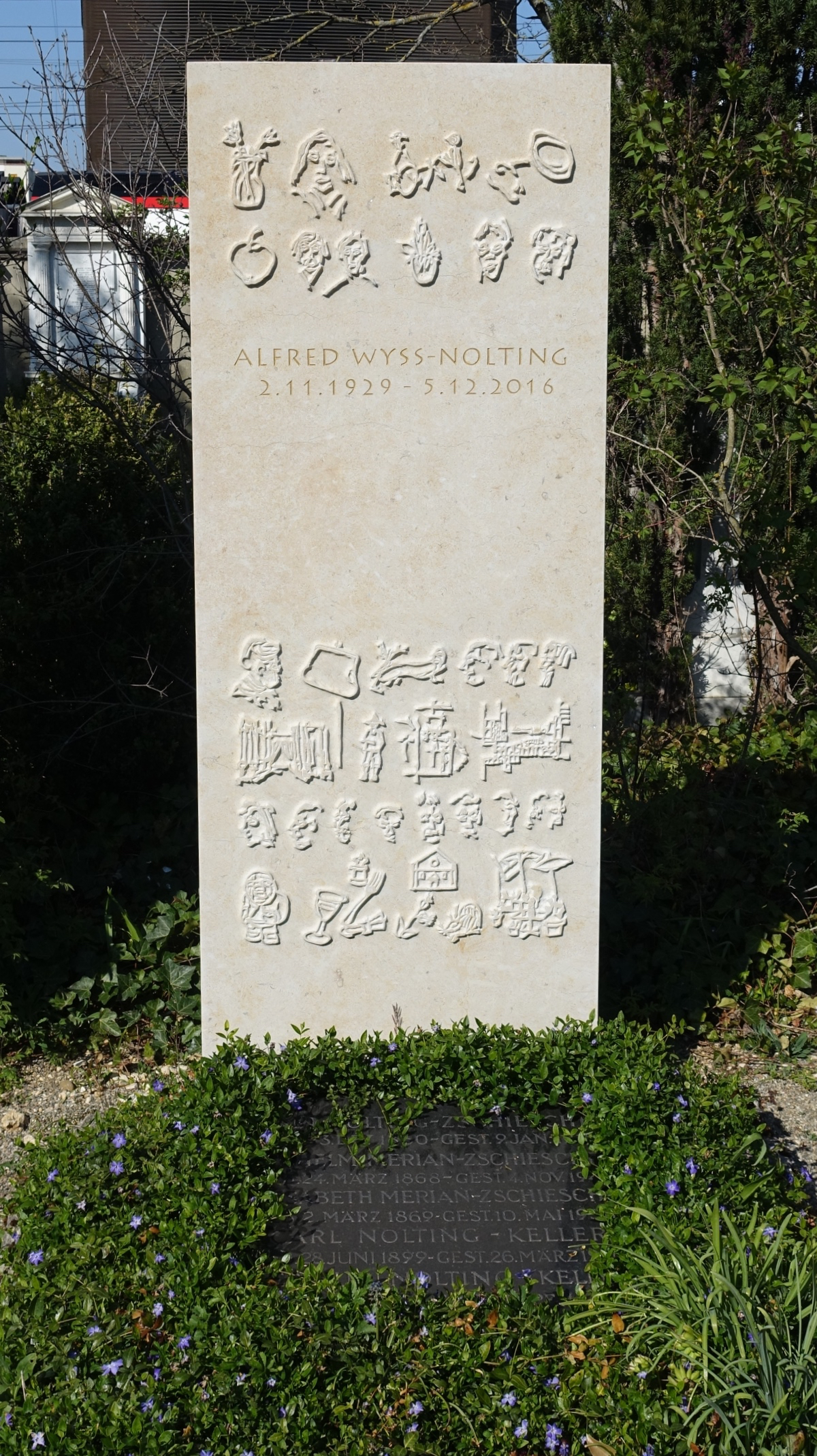
Grab auf dem Friedhof Wolfgottesacker in Basel

Alfred Wyss (* 2. November 1929 in Basel; † 5. Dezember 2016 ebenda) war ein Schweizer Kunsthistoriker und Denkmalpfleger.

## Leben und Werk
Alfred Wyss studierte an den Universitäten Basel und Paris Kunstgeschichte, Archäologie und französische Literatur. Bei Joseph Gantner wurde er mit einer Dissertation über das Kloster Bellelay im Berner Jura promoviert.
Wyss wurde 1960 kantonaler Denkmalpfleger von Graubünden, wo er das Amt erst einmal aufbauen musste. Die Betreuung der Fachgebiete Denkmalpflege sowie Natur- und Landschaftsschutz war in den Anfangsjahren gemeinsame Aufgabe des kantonalen Denkmalpflegers. Zusammen mit Peter Zumthor und Diego Giovanoli entstanden die ersten grundlegenden Siedlungsinventare. Wyss befasste sich intensiv mit naturwissenschaftlichen Methoden in der Denkmalpflege und regte wissenschaftliche Arbeiten an. So förderte er die Neubearbeitung des Burgenbuches von Erwin Poeschel durch Otto P. Clavadetscher und Werner Meyer, das Inventar der Bauten der Rhätischen Bahn durch Leza Dosch und das Orgelinventar Willy Lippuners. Wyss begleitete über viele Jahre die Forschung und Restaurierung des Benediktinerinnenklosters St. Johann in Müstair.
Als einer der besten Denkmalpfleger der Schweiz wurde Wyss 1978 als Nachfolger von Fritz Lauber (1917–1988) zum Denkmalpfleger des Kantons Basel-Stadt berufen, wo er – wie zuvor im Kanton Graubünden – eine zeitgemässe Fachstelle aufbaute und vor allem das neue Denkmalpflegegesetz massgeblich mitgestaltete.
Der Nachholbedarf beim Restaurieren und Umbauen war beträchtlich. In den 1980er Jahren wurden in Basel beinahe alle «Dreistern-Denkmäler» auf einmal restauriert. So begann Wyss bis zum Ende seiner Amtszeit mit systematischer (und nicht nur sporadischer) Bauforschung und etablierte die Bauforschung als Teilbereich der Mittelalterarchäologie.
Als Experte und Vizepräsident der Eidgenössischen Kommission für Denkmalpflege (EKD) und als Vizepräsident von International Council on Monuments and Sites (ICOMOS Suisse) war Wyss in der ganzen Schweiz als Fachmann gefragt. Er gehörte zu den Gründungsmitgliedern von ICOMOS Suisse und der Vereinigung der Schweizer Denkmalpfleger (VSD), heute Konferenz der Schweizer Denkmalpflegerinnen und Denkmalpfleger (KSD). Die Beziehungen zu Denkmalpflegern über die Landesgrenze hinaus, insbesondere zu den Kollegen in Freiburg im Breisgau, war Wyss ein wichtiges Anliegen.
Auch nach seiner Pensionierung im Jahr 1994 als Denkmalpfleger des Kantons Basel-Stadt war Wyss weiterhin in denkmalpflegerischen Fachgremien tätig.
Seine letzte Ruhestätte fand er auf dem Friedhof Wolfgottesacker in Basel.

## Publikationen
- Denkmalpflege. In: Basler Stadtbuch. 1989, S. 250–257.
- Von Denkmalpflege und von Denkmälern. In: Basler Stadtbuch. 1994, S. 180–185.
- mit Hans Rutishauser, Marc Antoni Nay: Die mittelalterlichen Wandmalereien im Kloster Müstair. Grundlagen zu Konservierung und Pflege. Vdf Hochschulverlag, 2002, ISBN 3-72812803-1.